# میشل دروآ
میشل دروآ (فرانسوی: Michel Droit‎) زادهٔ ۲۳ ژانویه ۱۹۲۳ – درگذشته ۲۲ ژوئن ۲۰۰۰) یک رمان‌نویس، و روزنامه‌نگار اهل فرانسه بود. دروآ عضو فرهنگستان فرانسه بود. وی در گورستان پاسی به خاک سپرده شده‌است.
وی همچنین برنده جوایزی همچون جایزه بزرگ رمان فرهنگستان فرانسه (۱۹۶۴) و جایزه انترالیه شده‌است.